# Ainokaze Toyama Railway
La Ainokaze Toyama Railway Co., Ltd. (あいの風とやま鉄道株式会社, Ainokaze Toyama Tetsudō Kabushiki-gaisha) est une compagnie de transport de passagers qui exploite une ligne ferroviaire dans la préfecture de Toyama au Japon. Son siège social se trouve dans la ville de Toyama. La Préfecture de Toyama est le principal actionnaire.

## Histoire
La compagnie a été fondée le 24 juillet 2012.
Le 14 mars 2015, à l'occasion de l'ouverture de la ligne Shinkansen Hokuriku, une partie de la ligne principale Hokuriku est transférée à d'autres compagnies. Ainokaze Toyama Railway récupère la section Kurikara - Ichiburi et la renomme Ligne Ainokaze Toyama Railway.

## Lignes
La compagnie possède une seule ligne. Elle est issue de la ligne principale Hokuriku de la JR West.
| Ligne                         | Nom japonais         | Terminus            | Longueur (km) | Gares |
| ----------------------------- | -------------------- | ------------------- | ------------- | ----- |
| Ligne Ainokaze Toyama Railway | あいの風とやま鉄道線 | Kurikara - Ichiburi | 100,1         | 22    |

## Materiel roulant
La compagnie possède deux types de train pouvant fonctionner en courant continu ou en courant alternatif. Tous les trains appartenaient à l'origine à la JR West.

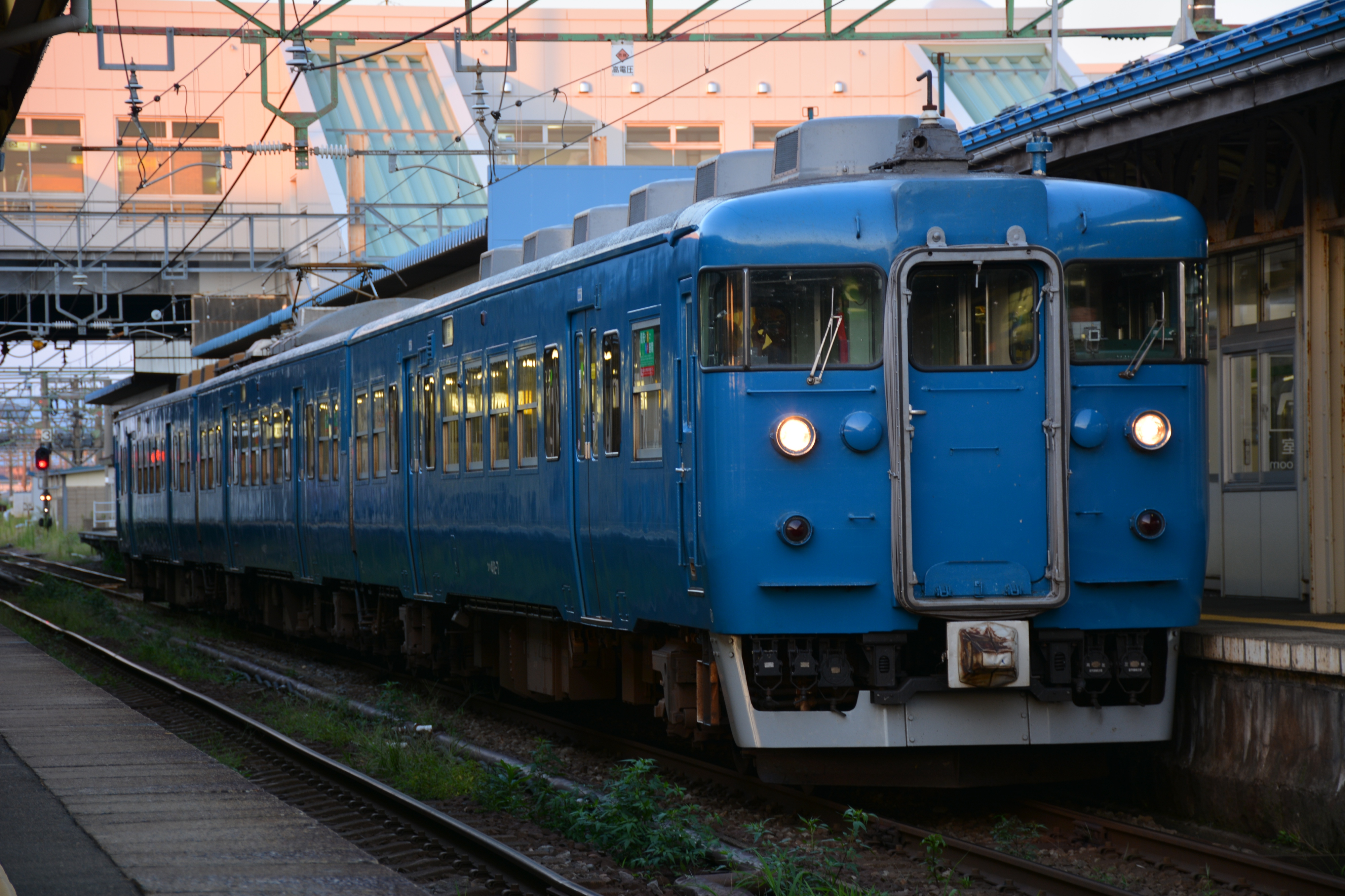
Série 413
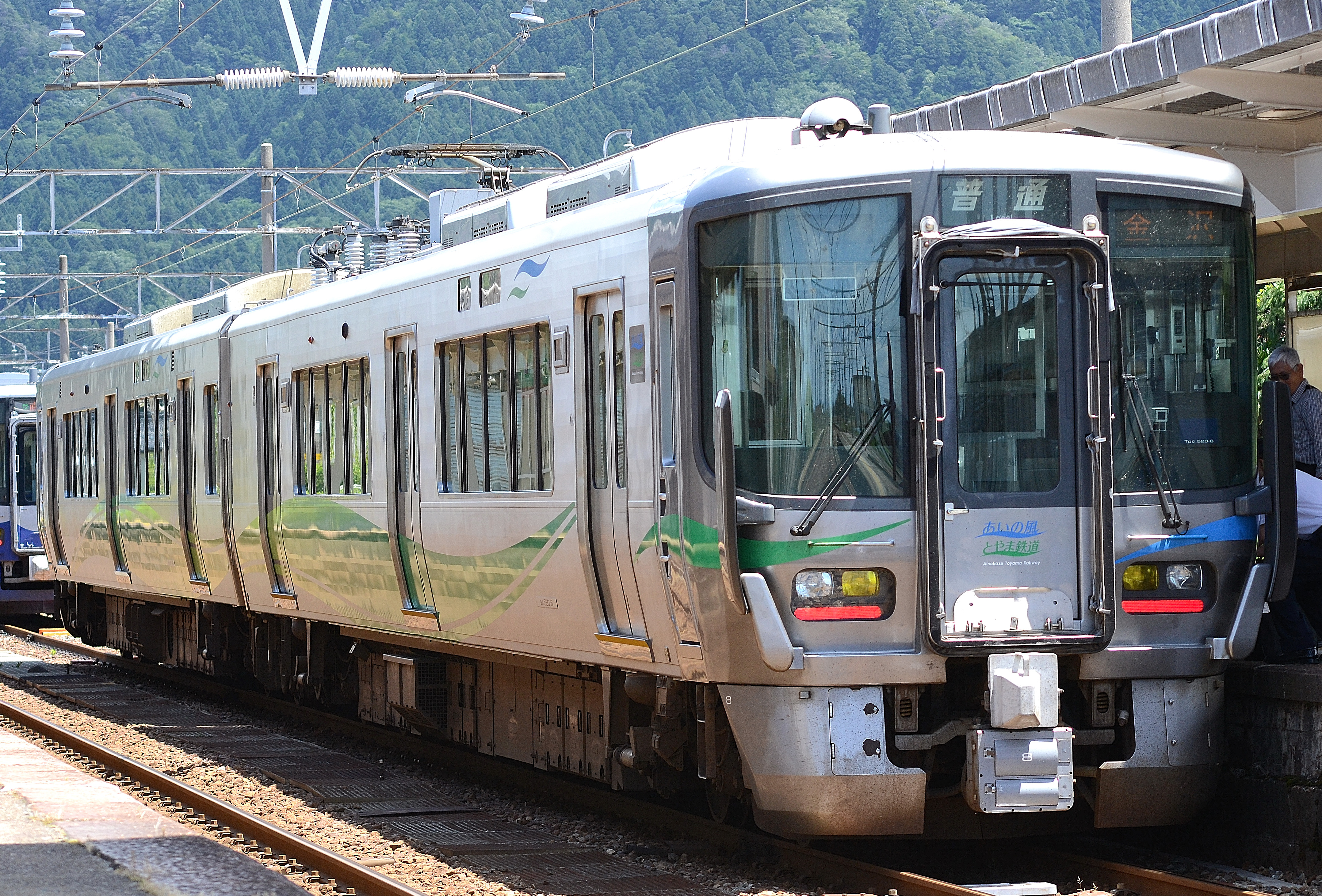
Série 521